# Цзіньцзян (Фуцзянь)
Цзіньцзян (кит. спр. 晋江市, піньїнь: Jìnjiāng Shì) — місто-повіт в південнонокитайській провінції Фуцзянь, складова міста Цюаньчжоу.

## Географія
Цзіньцзян лежить на півдні префектури і виходить до західного узбережжя Тайванської протоки Східнокитайського моря.

### Клімат
Місто лежить у зоні, котра характеризується вологим субтропічним кліматом. Найтепліший місяць — липень із середньою температурою 29,3 °C (84,7 °F). Найхолодніший місяць — лютий, із середньою температурою 13,3 °С (55,9 °F).
| Клімат Цзіньцзяна       | Клімат Цзіньцзяна | Клімат Цзіньцзяна | Клімат Цзіньцзяна | Клімат Цзіньцзяна | Клімат Цзіньцзяна | Клімат Цзіньцзяна | Клімат Цзіньцзяна | Клімат Цзіньцзяна | Клімат Цзіньцзяна | Клімат Цзіньцзяна | Клімат Цзіньцзяна | Клімат Цзіньцзяна | Клімат Цзіньцзяна |
| Показник                | Січ.              | Лют.              | Бер.              | Квіт.             | Трав.             | Черв.             | Лип.              | Серп.             | Вер.              | Жовт.             | Лист.             | Груд.             | Рік               |
| Середня температура, °C | 13,4              | 13,3              | 15,6              | 20                | 23,8              | 26,7              | 29,3              | 29                | 27,5              | 24,1              | 19,9              | 15,5              | 21,5              |
| Норма опадів, мм        | 39.6              | 71.8              | 101.3             | 137.1             | 166.2             | 222.1             | 154.9             | 166.3             | 126.7             | 33.2              | 34.5              | 24.1              | 1277.8            |
| Днів з опадами          | 9,8               | 12,4              | 14,3              | 15,1              | 17,3              | 17,2              | 10,2              | 12,5              | 9,5               | 6,9               | 7,3               | 7,7               | 140,2             |
| Вологість повітря, %    | 74.6              | 78.8              | 80.8              | 81.6              | 83.5              | 84.6              | 80.1              | 79.8              | 77.1              | 72                | 71.4              | 72.3              | 78.1              |
| ----------------------- | ----------------- | ----------------- | ----------------- | ----------------- | ----------------- | ----------------- | ----------------- | ----------------- | ----------------- | ----------------- | ----------------- | ----------------- | ----------------- |
| Джерело: Weatherbase    |                   |                   |                   |                   |                   |                   |                   |                   |                   |                   |                   |                   |                   |